# Jen Craft
Jennifer Craft, dite Jen Craft, est une fonctionnaire et femme politique britannique. Membre du Parti travailliste, elle est députée de Thurrock depuis 2024.

## Biographie

### Jeunesse et carrière professionnelle
Jennifer Craft naît à l'hôpital Orsett à Orsett, dans le territoire de Thurrock. Elle grandit à Grays, dans l'Essex et fait ses études à la Grays Convent High School et au Palmer's College,. Elle étudie la politique et l'histoire à l'université de Leicester. Avant d'entrer en politique, elle travaille comme fonctionnaire. Elle quitte la fonction publique pour s'occuper d'un de ses enfants, atteint de trisomie 21.

### Premiers engagements politiques
Dans une interview de 2023, elle déclare que son intérêt pour la politique a été inspiré par sa mère, déléguée syndicale du syndicat GMB, et par ses enfants. Membre du Parti travailliste, elle est directrice de campagne de la députée travailliste Margaret Hodge lors des élections générales de 2010, gérant sa campagne pour vaincre le Parti national britannique dans la circonscription de Barking,. Lors des élections pour le conseil municipal de Thurrock en 2019, elle se présente comme candidate pour le Parti travailliste dans le quartier de Stifford Clays. Elle arrive en deuxième place derrière Jennifer Smith, affiliée aux Indépendants de Thurrock, avec 188 voix de retard,.

### Membre du Parlement

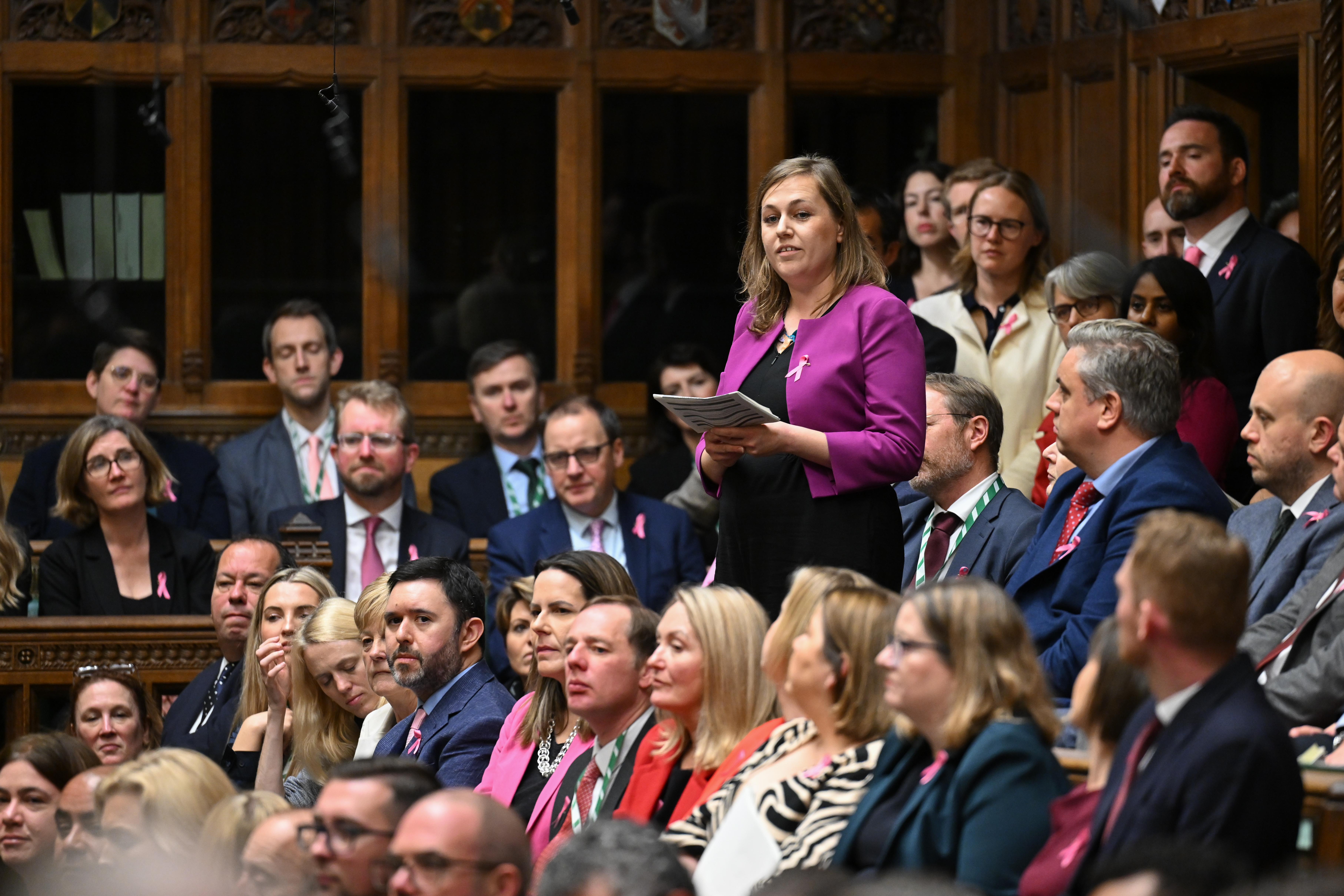
Jen Craft s'exprimant à la Chambre des communes lors de la séance de questions au Premier ministre, le 16 octobre 2024.

En 2022, Jen Craft est sélectionnée comme candidate parlementaire potentielle du Parti travailliste pour la circonscription de Thurrock. Elle est choisie lors d'un scrutin parmi les membres du parti local, battant John Kent, le chef du parti travailliste du conseil de Thurrock, Jack Ferguson, l'ancien chef du parti travailliste de Basildon et la membre du conseil d'Ealing, Miriam Rice,. Elle est convaincue de se présenter par son mari Alastair et demande un soutien financier à l'organisation MotheRed pour soutenir sa candidature afin de devenir la candidate  officielle du Parti travailliste dans cette circonscription,. Sa candidature est soutenue par plusieurs cadres travaillistes locaux, ainsi que par plusieurs syndicats, dont GMB, Community et USDAW,.
Après que le Premier ministre Rishi Sunak a convoqué les élections générales de 2024 en mai 2024, Jen Craft déclare que c'est une opportunité pour le Parti travailliste de « déclencher une décennie de renouveau national ». Elle critique le Parti conservateur pour avoir mené à la faillite de Thurrock, ce qui, selon elle, reflète la situation nationale sous gouvernement Sunak. En juin, elle est soutenue par l'acteur Ross Kemp. Ce mois-là, elle fait campagne dans la circonscription avec Keir Starmer et les députées travaillistes Liz Kendall et Yvette Cooper.
Lors des élections générales du 4 juillet 2024, elle est élue nouvelle députée de Thurrock, battant la députée conservatrice sortante Jackie Doyle-Price. Elle obtient 16 050 voix et une avance de 6 474 voix sur la  candidate de Reform UK Sophie Preston-Hall,. Son élection fait d'elle l'une des trois députées handicapées élues pour la première fois en 2024, aux côtés de la députée travailliste Marie Tidball et du député libéral-démocrate Steve Darling. Elle prête serment devant le Parlement le 11 juillet 2024 et prononce son premier discours le 4 septembre 2024,.

## Vie privée
Jennifer Craft vit à Grays avec sa famille. Son mari est Alastair Craft, consultant et membre du parti travailliste qui s'est présenté pour le parti aux élections du conseil municipal de Thurrock en 2024,,. Elle est handicapée, se décrivant comme ayant des « problèmes de santé mentale à long terme » dans une interview de 2023. Elle est également aidante à temps plein pour l'un de ses enfants, atteint de trisomie 21,,.